# Província d'Ilfov
La província d'Ilfov (IPA: ['il.fov]) és la província que envolta Bucarest, la capital de Romania. Tradicionalment ha estat una província rural, però després de la caiguda del comunisme, moltes de les viles de la província han esdevingut petites ciutats, de fet suburbis de Bucarest.

## Límits
- Província de Ialomiţa i província de Călăraşi a l'est.
- Província de Dâmboviţa a l'oest.
- Província de Prahova al nord.
- Província de Giurgiu al sud i est.

## Demografia
Té una població (exclosa Bucarest) de 300,123. La densitat de població és de 188 h/km². El 40% de la població sojorna i treballa a Bucarest, tot i que darrerament s'hi ha instal·lat moltes plantes industrials. Té un creixement anyal del 4%.
- Romanesos - 96.05%[1]
- Gitanos 3,66%, i altres

| Any  | Població |
| ---- | -------- |
| 1948 | 167,533  |
| 1956 | 196,265  |
| 1966 | 229,773  |
| 1977 | 287,738  |
| 1992 | 286,965  |
| 2002 | 300,123  |

## Divisió Administrativa
La província té 8 ciutats i 31 comunes.

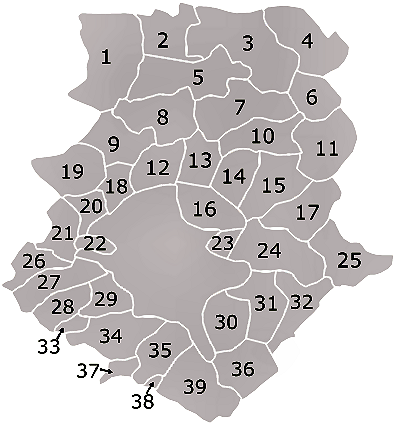
Comunes d'Ilfov

1. Periş
2. Ciolpani
3. Gruiu
4. Nuci
5. Snagov
6. Grădiştea
7. Moara Vlăsiei
8. Baloteşti
9. Corbeanca
10. Dascălu
11. Petrăchioaia
12. Otopeni (ciutat)
13. Tunari
14. Ştefăneştii de Jos
15. Afumaţi
16. Voluntari (ciutat)
17. Găneasa
18. Mogoșoaia
19. Buftea (ciutat)
20. Chitila (ciutat)
21. Dragomireşti Vale
22. Chiajna
23. Dobroieşti
24. Pantelimon (ciutat)
25. Brăneşti
26. Ciorogârla
27. Domneşti
28. Clinceni
29. Bragadiru (ciutat)
30. Popești-Leordeni (ciutat)
31. Glina
32. Cernica
33. Cornetu
34. Măgurele (ciutat)
35. Jilava
36. Berceni
37. Dărăşti
38. 1 Decembrie
39. Vidra